# Cá nhám trúc Ấn Độ
Cá nhám trúc Ấn Độ, tên khoa học Chiloscyllium indicum, là một loài cá nhám trúc (bamboo shark) trong họ Hemiscylliidae. Loài này thường được tìm thấy ở các vùng biển Ấn Độ Dương - Tây Thái Bình Dương giữa vĩ độ 40 ° N và 10 ° S, và kinh độ 65 ° E và 160 ° E. Chiều dài của chúng có thể lên đến 65 cm.